# Vladimír Tolar
Vladimír Tolar (* 8. března 1951) byl český a československý politik Komunistické strany Československa a KSČM, poslanec Sněmovny lidu Federálního shromáždění po sametové revoluci.

## Biografie
Profesně je k roku 1990 uváděn jako předseda JZD Miletín, bytem Hořice.
V lednu 1990 zasedl v rámci procesu kooptací do Federálního shromáždění po sametové revoluci do Sněmovny lidu (volební obvod č. 72 - Jičín, Východočeský kraj) jako poslanec za KSČ reprezentující novou garnituru nezatíženou výraznější normalizační politickou aktivitou. Mandát obhájil ve volbách roku 1990, nyní již za federalizovanou KSČM, a ve volbách roku 1992, opět za KSČM (tentokrát šla do voleb v koalici se Stranou demokratické levice jako Levý blok). Ve Federálním shromáždění setrval do zániku Československa v prosinci 1992.